# Majdan Mały
Majdan Mały (pronunciación en polaco: /ˈmajdan ˈmawɨ/: [ˈmajdan ˈmawɨ]) es un pueblo ubicado en el distrito administrativo de Gmina Krasnobród, dentro del Condado de Zamość, Voivodato de Lublin, en Polonia oriental. Se encuentra aproximadamente a 9 kilómetros al este de Krasnobród, a 21 kilómetros al sur de Zamość, y a 95 kilómetros al sureste de la capital regional Lublin.